# Позитивна Словенија
Листа Зорана Јанковића — Позитивна Словенија (ЛЗЈ — ПС) је либерална политичка странка левог центра која делује у Словенији од јесени 2011. године.
Најпре заједничку листу, а затим и партију основао је градоначелник Љубљане Зоран Јанковић 22. октобра 2011. године, одмах пошто је 10. октобра најавио учешће на ванредним парламентарним изборима изазваних падом владе Борута Пахора.
На изборима, одржаним 4. децембра ЛЗЈ-ПС је освојила највећи број гласова и мандата у Државном збору, упркос анкетама које су предност давале десничарској Словеначкој демократској странци бившег премијера Јанеза Јанше.